# Cyperus chevalieri
Cyperus chevalieri är en halvgräsart som beskrevs av Georg Kükenthal. Cyperus chevalieri ingår i släktet papyrusar, och familjen halvgräs. Inga underarter finns listade i Catalogue of Life.